# Parque Lenin
O Parque Lenin é um complexo de parques recreativos situado a sul de Havana, Cuba.[carece de fontes?]

## Visão geral
Há um monumento a Lénine do escultor realista soviético Lev Kerbel, e uma placa que diz (nas palavras de Fidel Castro) "Lenin fue desde el primer instante, no solo un teórico de la política, sino un hombre de acción, un hombre de practica revolucionaria constante e incesante" (que se traduz "Lenine foi desde o primeiro momento, não apenas um teórico político, mas um homem de acção, um homem de constante e incessante prática revolucionária").